# 초장기선 어레이

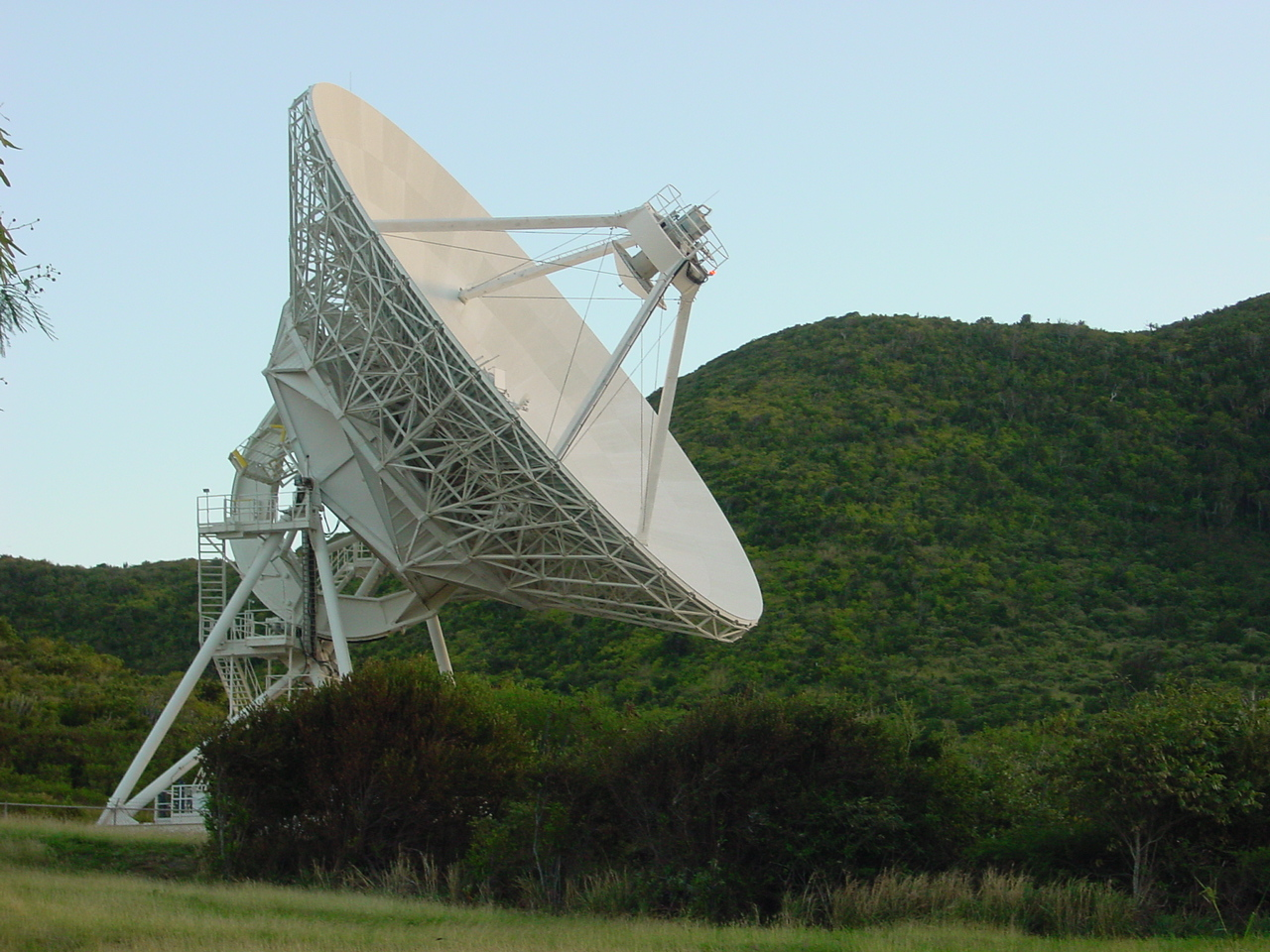
미국령 버진아일랜드 세인트크로이섬에 배치된 망원경

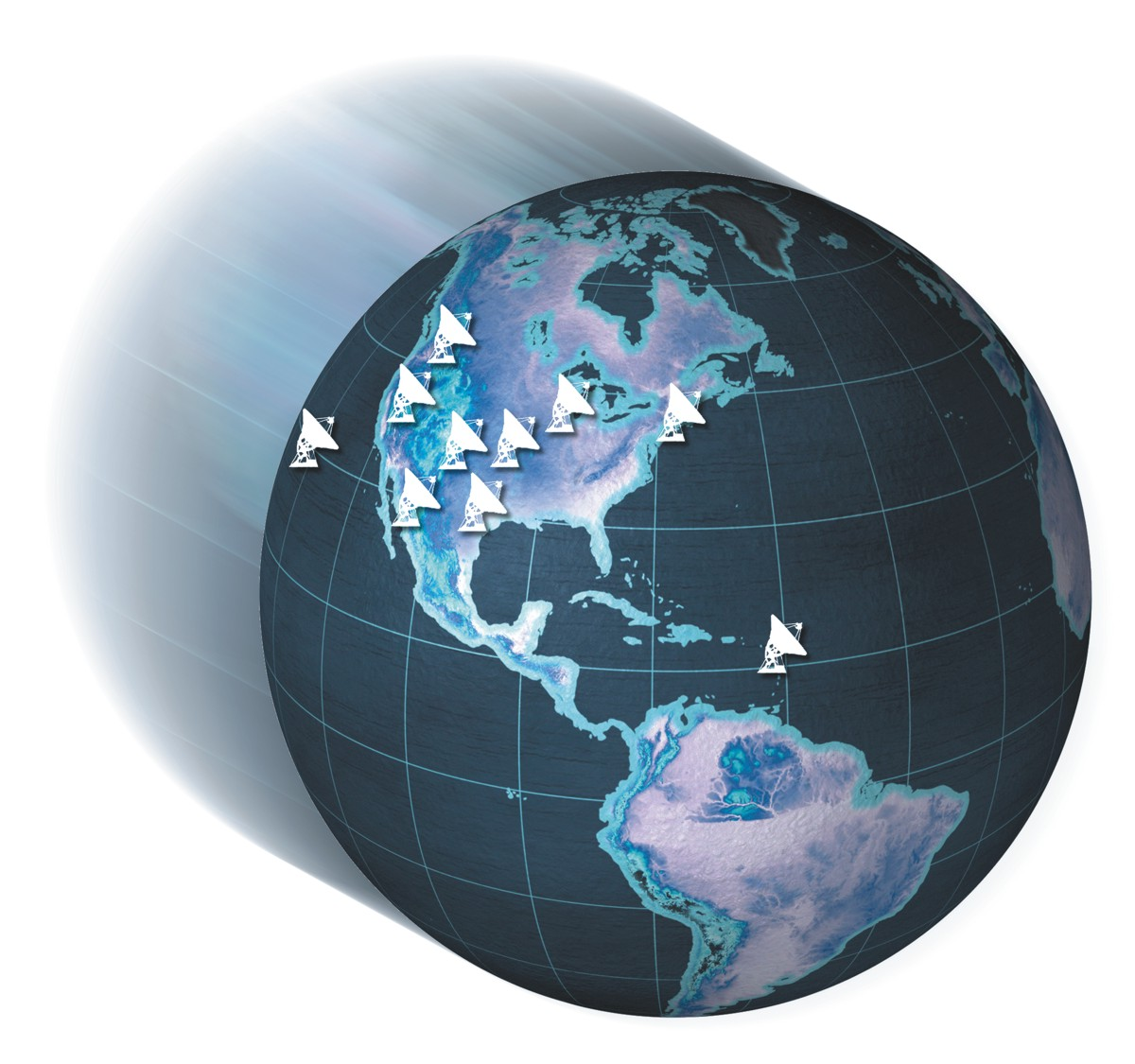
VLBA의 배치도

초장 기선 어레이(Very Long Baseline Array, VLBA)는 미국에서 운영되는 우주전파관측망이다.